# Himalrandia tetrasperma
Himalrandia tetrasperma är en måreväxtart som först beskrevs av Nathaniel Wallich och William Roxburgh, och fick sitt nu gällande namn av Takasi Takashi Yamazaki. Himalrandia tetrasperma ingår i släktet Himalrandia och familjen måreväxter. Inga underarter finns listade i Catalogue of Life.